# ديريك جيتر
ديريك جيتر (بالإنجليزية: Derek Jeter)‏ (و. 1974  م) هو لاعب محترف لكرة القاعدة ‏، ولاعب كرة قاعدة، ورائد أعمال، من الولايات المتحدة، مركز لعبه هو شورتستوب ‏.

## جوائز
حصل على جوائز منها:
- Roberto Clemente Award [الإنجليزية]‏
- جائزة القفاز الذهبي لرولينغز [الإنجليزية]‏
- Babe Ruth Award [الإنجليزية]‏.

## وصلات خارجية
- ديريك جيتر على موقع دوري كرة القاعدة الرئيسي (الإنجليزية)
- ديريك جيتر على موقعبيزبول رفرنس.كوم (الدوري الرئيسي) (الإنجليزية)
- ديريك جيتر على موقعبيزبول رفرنس.كوم (الدوري الثانوي) (الإنجليزية)
- ديريك جيتر على موقع إي إس بي إن.كوم (أم.أل.بي) (الإنجليزية)
- ديريك جيتر على موقع مشجعي الرسوم البيانية (الإنجليزية)
- ديريك جيتر على موقع قاعة مشاهير كرة القاعدة (الإنجليزية)

- ديريك جيتر على موقع IMDb (الإنجليزية)
- ديريك جيتر على موقع الموسوعة البريطانية (الإنجليزية)
- ديريك جيتر على موقع إن إن دي بي (الإنجليزية)
- ديريك جيتر على موقع قاعدة بيانات الفيلم (الإنجليزية)